# Gitarzysta

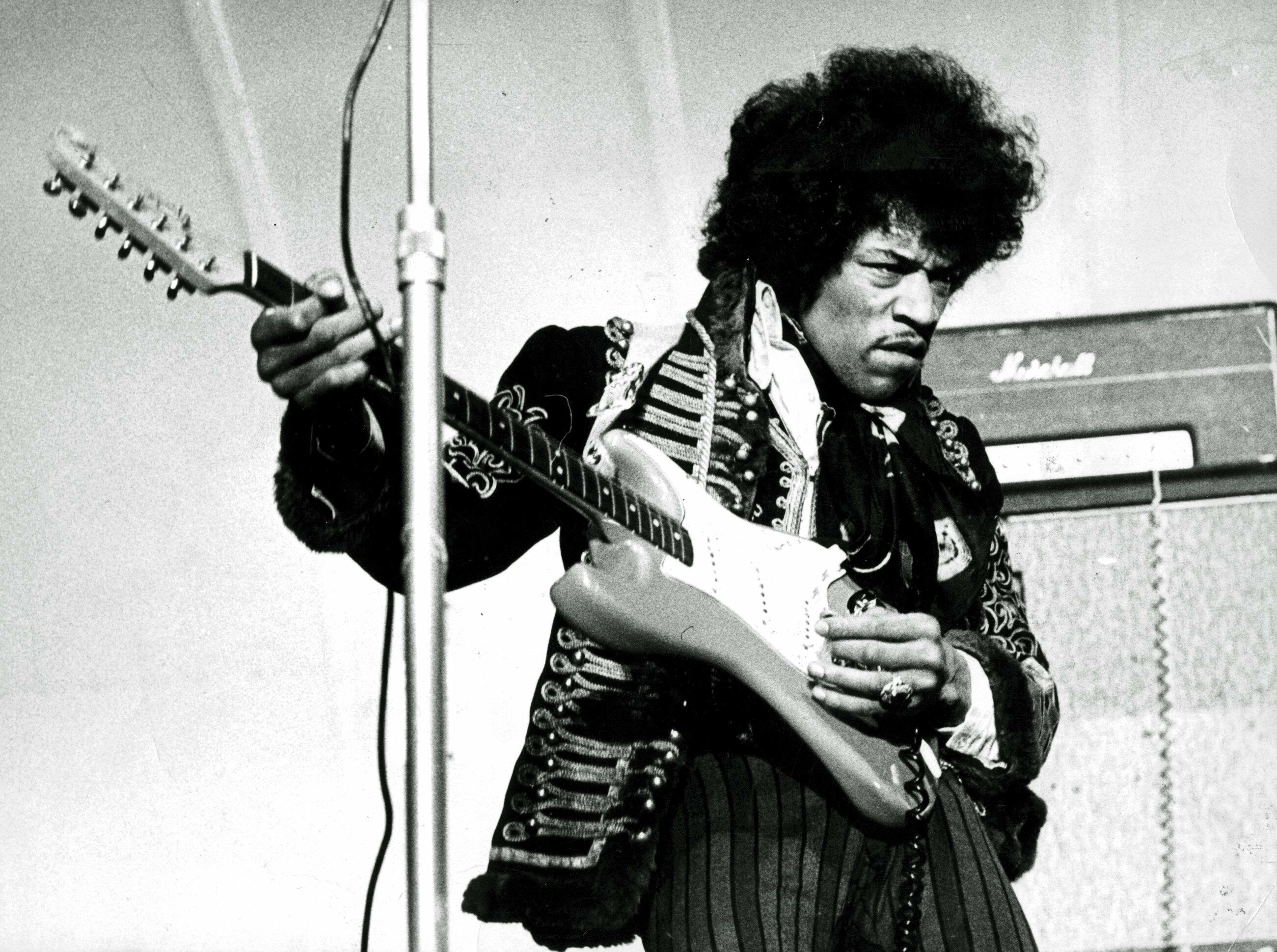
Gitarzysta (Jimi Hendrix)

Gitarzysta – osoba grająca na gitarze, muzyk, instrumentalista, członek zespołu muzycznego lub artysta solowy. Popularnie gitarzystów dzieli się na rytmicznych i prowadzących.
Rodzaje gitar:
- gitara klasyczna
- gitara akustyczna
- gitara basowa (zob. basista)
- gitara elektryczna
- gitara akustyczno-elektryczna
- gitara rezofoniczna

## Najlepsi gitarzyści
Istnieje wiele rankingów najlepszych gitarzystów.

### Magazyn Rolling Stone
Pierwsza dziesiątka z listy najlepszych gitarzystów wg magazynu Rolling Stone The 100 Greatest Guitarists of All Time:
1. Jimi Hendrix
2. Eric Clapton
3. Jimmy Page
4. Keith Richards
5. Jeff Beck
6. B.B. King
7. Chuck Berry
8. Eddie Van Halen
9. Duane Allman
10. Pete Townshend

### Magazyn Guitar World
Magazyn Guitar World publikuje rankingi gitarzystów dzieląc wg różnych gatunków muzycznych. W 2020 r. ogłoszono następujący ranking:
The best rock guitarists of all time:
1. Brian May
2. Jimi Hendrix
3. Jimmy Page

The best blues guitarists of all time:
1. Stevie Ray Vaugnan
2. B.B. King
3. Buddy Guy

Early innovators:
1. Chuck Berry
2. Hank Marvin
3. Les Paul

The best metal guitarists of all time:
1. Tonny Iommi
2. Dimmebag Darrel
3. Randy Rhoads

The best shred guitarists of all time:
1. Steve Vai
2. Yngwie Malmsteen
3. Joe Satriani

The best alternative and indie guitarists of all time:
1. Johnny Marr
2. John Frusciante
3. Tom Morello

The best guitarists in the world right now:
1. Nita Strauss
2. Erja Lyytinen
3. Mateus Asato

The best punk guitarists of all time:
1. Johnny Ramone
2. Steve Jones
3. Mick Jones

The best acoustic guitarists of all time:
1. Bert Jansch
2. Richard Thompson
3. Joni Mitchell

The best jazz and fusion guitarists of all time:
1. Django Reinhardt
2. Allan Holdsworth
3. Wes Montgomery

### Magazyn Jazz Forum
Polski magazyn Jazz Forum publikuje co roku ranking Jazz Top. 
Najlepszymi gitarzystami w 2020 r. zostali:
1. Marek Napiórkowski,
2. Jakub Mizeracki,
3. Kuba Wójcik.

Najlepsi gitarzyści basowi w 2020 r.:
1. Krzysztof Ścierański
2. Robert Kubiszyn
3. Kinga Głyk